# マルチチュード
マルチチュード（Multitude）とは、マキャベリによって最初に使用され、その後スピノザが用いた政治概念である。最近では、アントニオ・ネグリとマイケル・ハートの帝国論を契機として再び注目を集めている。マルティテュード、ムルチチュードとも。ラテン語 では“多数”“民衆”などの意味を持つ概念である。 「多数性」「多性」「群衆性」などの訳語もあてられる。

## ネグリ＝ハートのマルチチュード論
マルチチュードとは、政治哲学者で元パドヴァ大学政治社会科学研究所教授であるアントニオ・ネグリとデューク大学文学部准教授であるマイケル・ハートが、共著『帝国』および『マルチチュード』において地球規模での民主主義を実現する可能性として、国境を越えるネットワーク上の権力として提唱している概念のことである。
ネグリはマルチチュードを、近代以降に登場した超大国の覇権によるグローバルな世界秩序である帝国主義に対抗し、資本主義の矛盾を、多種多様な同じ目的を有した知識人が変革し得る存在としてそれぞれの国家の国民や企業などの資本主義社会を含む超国家的なネットワーク上の権力として位置付けている。
ネグリはマルチチュードについて、いわゆる19世紀以降の社会主義に代表される革命に見られた多様性と差異性を無視したこれまでのありかたとは異なり、統合されたひとつの勢力でありながら多様性を失わない、かつ同一性と差異性の矛盾を問わぬ存在としている。